# Міленіали
Міленіали (англ. Millennials) або Покоління Y (покоління «ігрек») — покоління, до якого зазвичай прийнято відносити людей, які народилися, за різними класифікаціями, приблизно з початку 1980-х до середини 1990-х років, на момент настання нового тисячоліття вони були у юному віці.
Назва походить з так званої теорії поколінь, яку презентували 1991 року Ніл Гав та Вільям Штраус. Характеристика цього покоління, яку надали автори, зазначала, що міленіали дорослішали під пильною опікою батьків, активно використовували інтернет та різноманітні пристрої. Міленіалам притаманні контроль над власним життям, часом і роботою. Вони впевнені та вважають за краще працювати в команді, є добрими комунікаторами та природно поєднують оптимізм із реалізмом. 

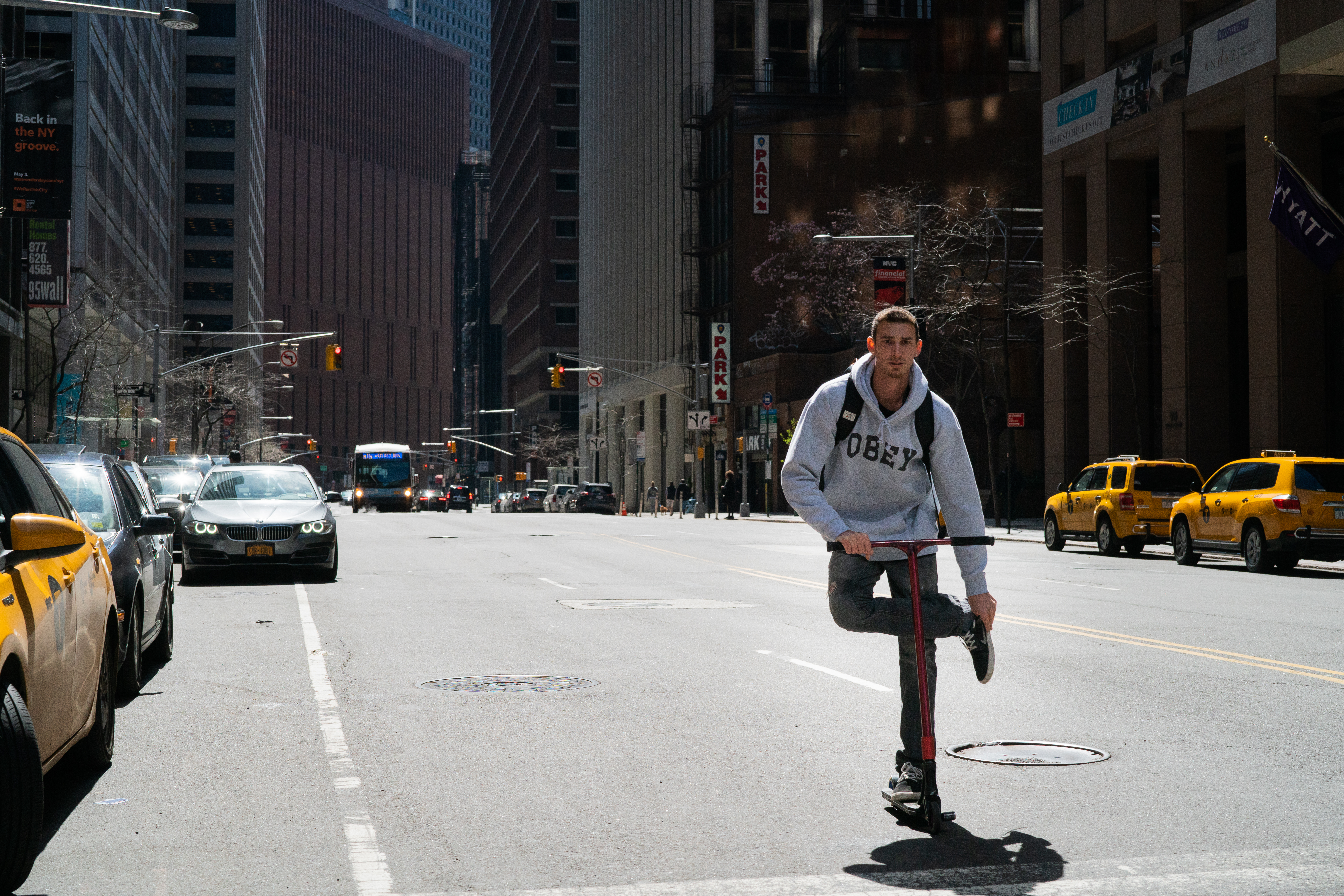
Хлопець на скутері (типовий образ представника покоління Y)

За даними опитування 8 000 міленіалів 2016 року, представники цього покоління, що живуть в країнах з економікою, що розвивається, загалом вважають себе щасливішими за своїх батьків у фінансовому (71 %) та емоційному (62 %) аспектах. У розвинених країнах аналогічні показники становили лише 36 % і 31 % відповідно.

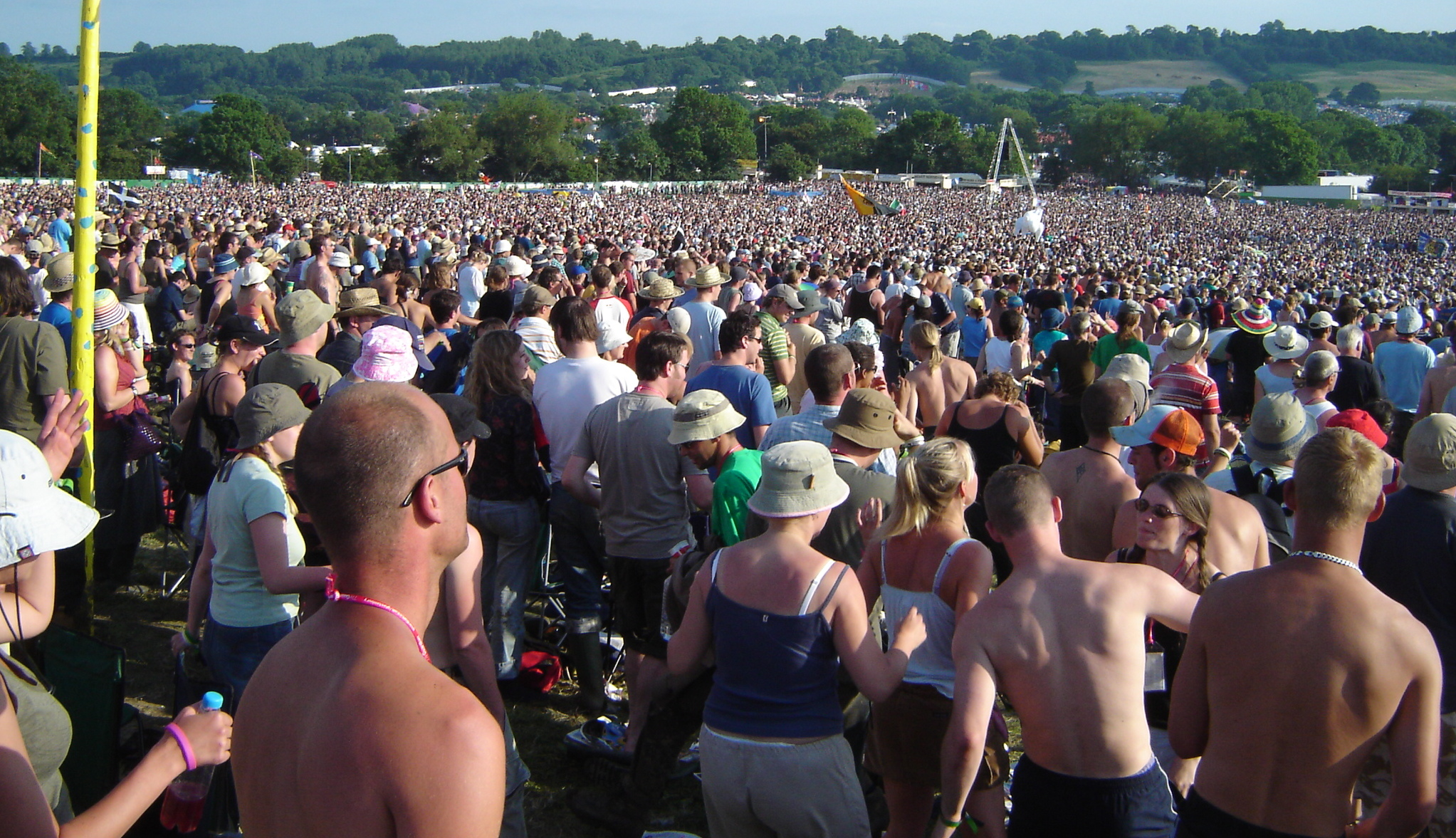
Фестиваль Гластонбері у Британії

Запити покоління Y створюють складні проблеми для бізнесу та суспільства, які вимагають пошуку нових шляхів взаємодії, зокрема, визначитися із сенсом існування організації, підвищення соціальної відповідальності, створення культури, яка заохочує різноманітність, інклюзію та соціальну мобільність тощо.
Міленіали зазвичай багато подорожують. Згідно з дослідженнями, 91 % з них відкладають гроші на те, щоб мандрувати. Окрім того, в середньому міленіали віддають перевагу ресторанам та готовій їжі замість готування власноруч. При цьому дослідження харчування вказують на те, що багато з них має зайву вагу. Часом міленіалів називають «найтовстішим поколінням в історії». В середньому міленіали сплять на пів години більше, ніж представники інших поколінь, таким чином шукаючи баланс між роботою та відпочинком.

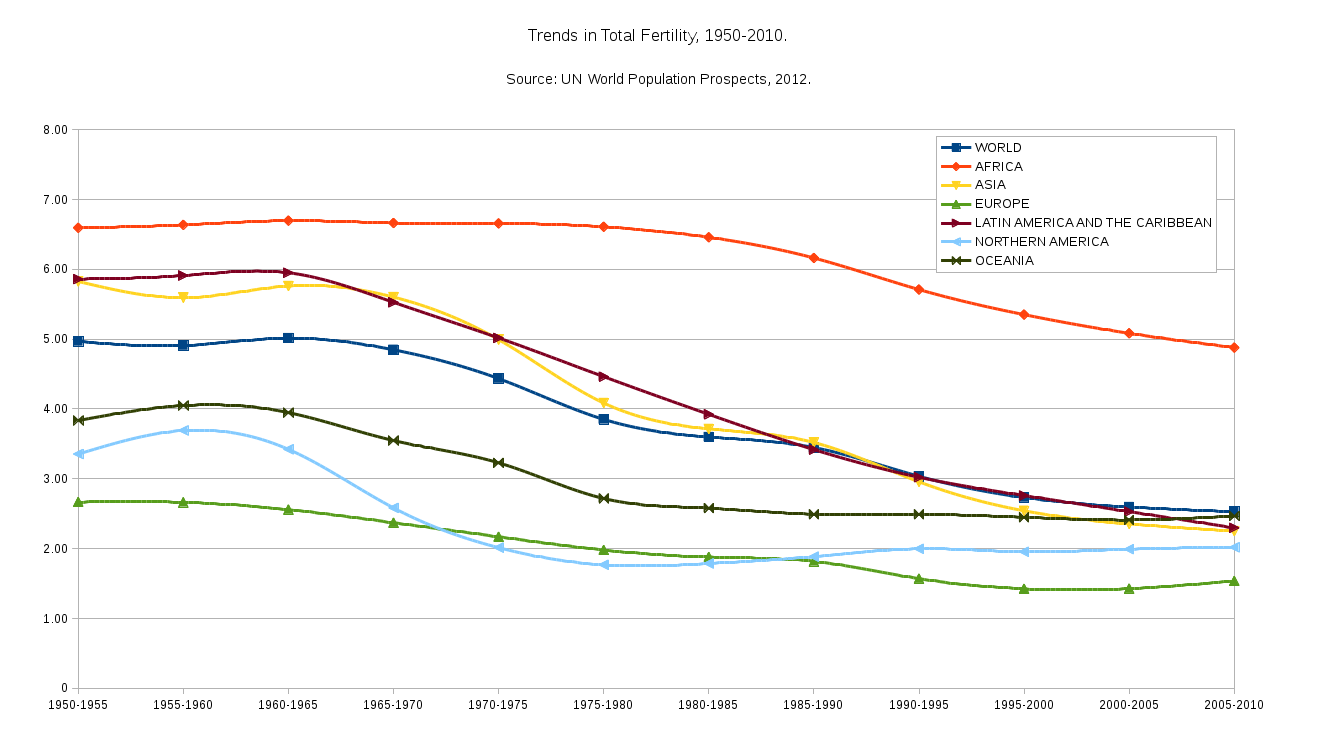
Тенденції народжуваності у 1950-2020 роках

Міленіали готові тяжко працювати, але й отримувати відповідну винагороду, вони комфортно почуваються в умовах багатозадачності та схильні організовувати свій бізнес. Міленіали віддають перевагу віддаленій роботі та гнучкому графіку, фрилансу та віртуальним офісам. Згідно з опитуваннями за 2016—2017 роки кількість міленіалів, що працювали віддалено повністю або частково, зросла з 21 % до 64 %.
Згідно зі звітом постачальника платіжних послуг PXP Financial, міленіалів вважають основним джерелом прибутку індустрії онлайнових азартних ігор. Міленіали — це перше покоління, що виросло в епоху інтернету, і саме на них орієнтуються оператори онлайнових казино.

## Когнітивні здібності
Дослідник інтелекту Джеймс Р. Флінн виявив, що в 1950-х роках розрив між рівнем словникового запасу дорослих і дітей був значно меншим, ніж на початку двадцять першого століття. Між 1953 та 2006 роками приріст дорослих у словниковому субтесті тесту IQ Векслера становив 17,4 бали, тоді як відповідний приріст у дітей становив лише 4 бали. Він стверджував, що деякими з причин цього є зростання інтересу до вищої освіти та культурні зміни. Кількість американців, які здобувають вищу освіту та працюють на когнітивно складних роботах, значно зросла з 1950-х років. Це підвищило рівень словникового запасу серед дорослих. У 1950-х роках діти зазвичай наслідували своїх батьків і переймали їхній словниковий запас. Це вже не було характерним для 2000-х років, коли підлітки часто розвивали власну субкультуру і тому рідше використовували словниковий запас дорослого рівня у своїх творах.
У звіті 2009 року Флінн проаналізував результати тесту Прогресивні матриці Равена для британських чотирнадцятирічних підлітків з 1980 по 2008 рік. Він виявив, що їхній середній IQ знизився більш ніж на два пункти протягом цього періоду. Серед тих, хто перебував у вищій половині розподілу інтелекту, зниження було ще більш значним - шість пунктів. Це є яскравим прикладом розвороту ефекту Флінна, очевидного підвищення показників IQ, що спостерігалося протягом двадцятого століття. Флінн припустив, що це було пов'язано зі змінами в британській молодіжній культурі. Він також зазначив, що в минулому зростання IQ корелювало з соціально-економічним класом, але це вже не відповідало дійсності.
Психологи Джин Твенге, В. Кіт Кемпбелл та Райн А. Шерман проаналізували результати тестів словникового запасу в американському Загальному соціальному опитуванні ({\displaystyle n=29,912}) і виявили, що після коригування на освіту, використання складної лексики знизилося з середини 1970-х до середини 2010-х років на всіх рівнях освіти, від неповної середньої до післядипломної.

## Здоров'я та добробут
Згідно зі звітом 2018 року від Cancer Research UK, мілленіали у Великій Британії мають тенденцію до найвищих показників надмірної ваги та ожиріння, при цьому поточні тенденції даних вказують на те, що мілленіали перевершать покоління бебі-бумерів у цьому відношенні, що робить мілленіалів найважчим поколінням з початку ведення поточних записів. Cancer Research UK повідомляє, що більше 70% мілленіалів матимуть надмірну вагу або ожиріння у віці 35-45 років, порівняно з 50% бебі-бумерів, які мали надмірну вагу або ожиріння в тому ж віці.
Згідно з Національною асоціацією інсультів, ризик отримати інсульт зростає серед молодих дорослих (у віці 20-30 років) і навіть підлітків. Протягом 2010-х років кількість молодих людей, госпіталізованих через інсульти, зросла на 44%. Експерти з охорони здоров'я вважають, що цей розвиток зумовлений різними причинами, пов'язаними з вибором способу життя, включаючи ожиріння, куріння, алкоголізм та фізичну бездіяльність. Ожиріння також пов'язане з гіпертонією, діабетом та високим рівнем холестерину. Дані CDC показують, що в середині 2000-х років близько 28% молодих американців страждали на ожиріння; це число зросло до 36% через десятиліття. До 80% інсультів можна запобігти, зробивши вибір здорового способу життя, тоді як решта зумовлена факторами, що перебувають поза контролем людини, а саме віком та генетичними дефектами (такими як вроджена вада серця). Крім того, від 30% до 40% молодих пацієнтів перенесли криптогенні інсульти, тобто ті, причини яких невідомі.
Згідно зі звітом 2019 року від Американського коледжу кардіології, поширеність серцевих нападів серед американців віком до 40 років зростала в середньому на два відсотки щороку протягом попереднього десятиліття. Близько однієї п'ятої пацієнтів, які перенесли серцевий напад, належали до цієї вікової групи. Це попри те, що американці загалом мали менший ризик серцевих нападів, ніж раніше, частково через зменшення куріння. Наслідки серцевого нападу були набагато гіршими для молодих пацієнтів, які також мали діабет. Крім поширених факторів ризику серцевих нападів, а саме діабету, високого кров'яного тиску та сімейного анамнезу, молоді пацієнти також повідомляли про вживання марихуани та кокаїну, але менше споживання алкоголю.
Наркотична залежність та передозування негативно впливають на мілленіалів більше, ніж на попередні покоління, при цьому смертність від передозування серед мілленіалів зросла на 108% з 2006 по 2015 рік. У Сполучених Штатах мілленіали та старші зумери становили більшість усіх смертей від передозування опіоїдами у 2021 році. Основною причиною смерті людей віком 25-44 років у 2021 році були передозування наркотиків (класифіковані як отруєння Центрами з контролю та профілактики захворювань), при цьому смертність від передозування була втричі вищою, ніж друга та третя провідні причини смерті - самогубства та дорожньо-транспортні пригоди відповідно. Це є значною зміною, оскільки дорожньо-транспортні пригоди зазвичай становили більшість випадкових смертей для попередніх поколінь.
Мілленіали стикаються з проблемами стоматологічного та орального здоров'я. Більше 30% молодих дорослих мають нелікований карієс (найвищий показник серед усіх вікових груп), 35% мають проблеми з кусанням та жуванням, і близько 38% цієї вікової групи вважають життя загалом "менш задовільним" через проблеми із зубами та ротовою порожниною.

### Спорт та фітнес

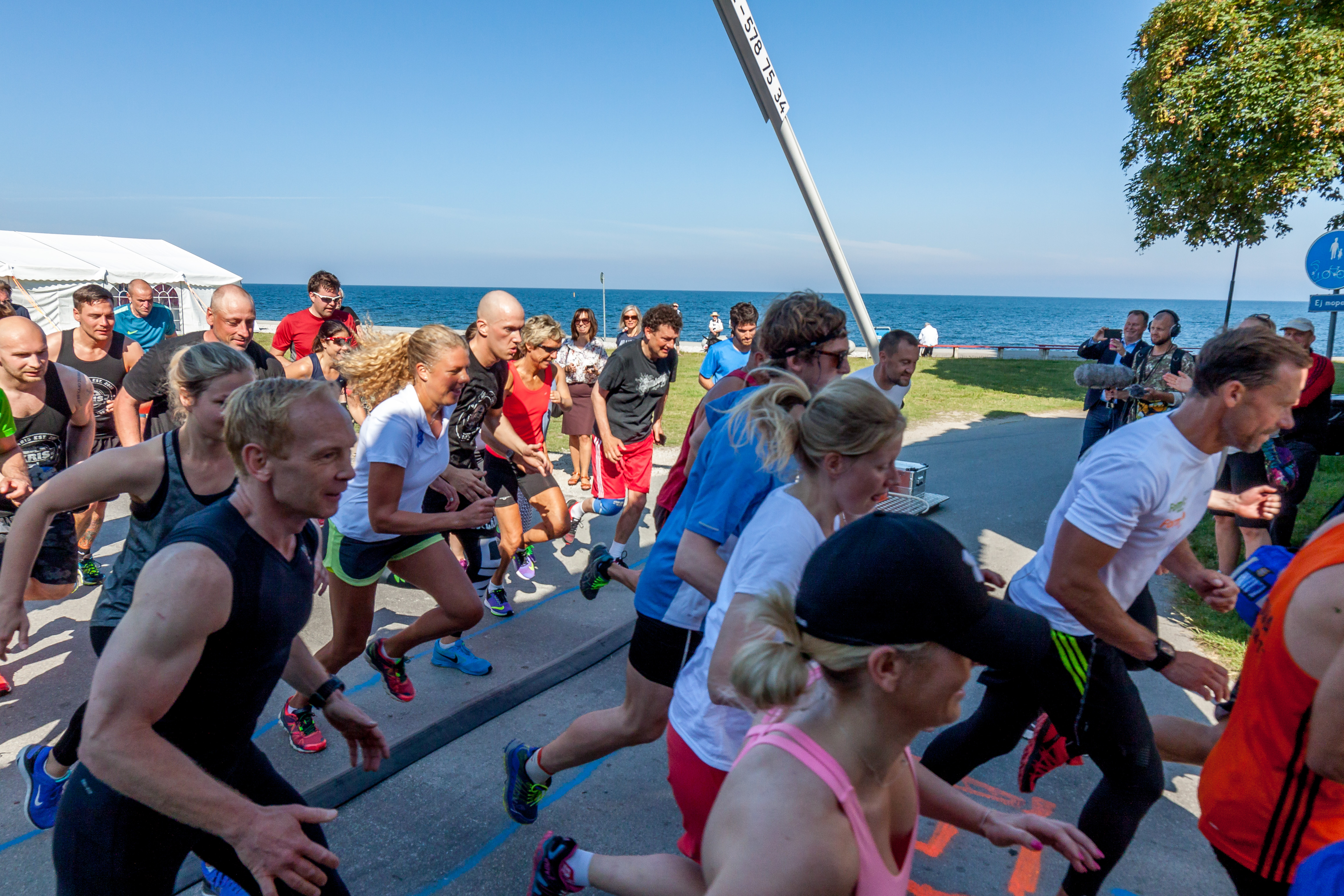
Щорічний забіг у Швеції (2015)

Менше американських мілленіалів цікавляться спортом, ніж їхні попередники з покоління X, при цьому опитування McKinsey виявило, що 38 відсотків мілленіалів порівняно з 45 відсотками покоління X є відданими прихильниками спорту. Однак ця тенденція не є однаковою для всіх видів спорту; розрив зникає для Національної баскетбольної асоціації, Ultimate Fighting Championship, Англійської Прем'єр-ліги та студентського спорту. Наприклад, опитування 2013 року виявило, що залученість до змішаних бойових мистецтв зросла у 21 столітті і була популярнішою за бокс та боротьбу серед американців віком від 18 до 34 років, на відміну від тих, кому 35 і більше років, які віддавали перевагу боксу. У Сполучених Штатах, хоча популярність американського футболу та Національної футбольної ліги знизилася серед мілленіалів, популярність футболу та Major League Soccer зросла серед мілленіалів більше, ніж для будь-якого іншого покоління, і станом на 2018 рік був другим за популярністю видом спорту серед людей віком від 18 до 34 років.
Щодо участі міленіалів у спорті, види діяльності, які є популярними або з'являються серед міленіалів, включають бокс, велоспорт, біг, та плавання, тоді як інші види спорту, включаючи гольф, зазнають спаду серед міленіалів. Звіт про участь за 2018 рік від Physical Activity Council показав, що в США міленіали частіше, ніж інші покоління, беруть участь у водних видах спорту, таких як веслування стоячи, вітрильний спорт на дошці та серфінг. Згідно з опитуванням 30 999 американців, яке було проведено у 2017 році, приблизно половина міленіалів США брала участь у висококалорійних видах діяльності, тоді як приблизно чверть вела сидячий спосіб життя. Звіт за 2018 рік від Physical Activity Council показав, що міленіали були активнішими, ніж бебі-бумери у 2017 році. Було повідомлено, що тридцять п'ять відсотків як міленіалів, так і покоління X були "активними до здорового рівня", причому рівень активності міленіалів, за повідомленнями, був вищим загалом, ніж у покоління X у 2017 році.